# Simcoe—Grey (circonscription provinciale)
Circonscription électorale provinciale du Canada
Simcoe—Grey est une circonscription provinciale de l'Ontario représentée à l'Assemblée législative de l'Ontario depuis 1999.

## Géographie
La circonscription est située au nord de Toronto et aux abords de la baie Georgienne. La circonscription est constituée des villes New Tecumseth, Springwater, Collingwood, Essa, Wasaga Beach, Clearview, Adjala-Tosorontio et de Blue Mountains. 
Les circonscriptions limitrophes sont Bruce—Grey—Owen Sound, Dufferin—Caledon, King—Vaughan, York—Simcoe, Barrie—Innisfil, Barrie—Springwater—Oro-Medonte, Parry Sound—Muskoka et Simcoe-Nord.

## Historique
| Législature | Années        | Député | Député           | Parti                     |
| --- | ------------- | ------ | ---------------- | ------------------------- |
| Simcoe—Grey Circonscription issue de Barrie—Simcoe—Bradford, Bruce—Grey, Simcoe-Centre, Simcoe-Nord et York—Simcoe |               |        |                  |                           |
| 37e | 1999–2003     |        | Jim Wilson       | Progressiste-conservateur |
| 38e | 2003–2007     |        | Jim Wilson       | Progressiste-conservateur |
| 39e | 2007–2011     |        | Jim Wilson       | Progressiste-conservateur |
| 40e | 2011–2014     |        | Jim Wilson       | Progressiste-conservateur |
| 41e | 2014–2018     |        | Jim Wilson       | Progressiste-conservateur |
| 42e | 2018–2018     |        | Jim Wilson       | Progressiste-conservateur |
| 42e | 2018-2022     |        | Jim Wilson       | Indépendant               |
| 43e | 2022–2025     |        | Brian Saunderson | Progressiste-conservateur |
| 44e | 2025-en cours |        | Brian Saunderson | Progressiste-conservateur |

## Circonscription fédérale
Depuis les élections provinciales ontariennes du 4 octobre 2007, l'ensemble des circonscriptions provinciales et des circonscriptions fédérales sont identiques.